# Zdravko Zdravkov
Zdravko Zdravkov (bulgare : ЗдравкоЗдравков) (né le 4 octobre 1970 à Sofia) est un ancien gardien de but de football bulgare, qui a fini sa carrière à la fin de la saison 2006-2007.

## Biographie
Au niveau des clubs, Zdravkov a joué pour Levski Sofia (1989-1995), Istanbulspor (1997-1999 et 2000-2002), Adanaspor (1999-2000), Tcherno More Varna (2002-2003), et PFK Litex Lovetch  (2003-2004). 
Pour la Bulgarie, Zdravkov a gardé 60 fois les cages de la sélection nationale. Il était notamment le gardien titulaire pour son pays lors de la coupe du monde 1998 et à l'Euro 2004. 
À mi-chemin pour la coupe du monde de football 1998 en France, avec la Bulgarie ayant joué deux matchs (0-0 contre le Paraguay et une défaite 0-1 contre le Nigéria), Zdravkov a été sélectionné en tant que deuxième gardien de but. 
Bien qu'il ait continué pour concéder 6 buts contre l'Espagne avec la Bulgarie.
En décembre 2002-janvier 2003, Zdravkov a passé une période d'essai avec l'Arsenal F.C., mais n'a pas par la suite signé avec les Gunners.
Six ans après, à l'Euro 2004, Zdravkov a commencé à se montrer. Il était, en dépit de la concurrence de Dimitar Ivankov, titulaire lors des 3 matches de son équipe dans la compétition. Bien qu'il n'ait concédé aucun but « facile » et fait aucune erreur sérieuse, il a été surclassé par quelques attaquants suédois, danois et italiens très doués. La Bulgarie a subi une lourde défaite 0-5 faceàa la Suède, puis a perdu 0-2 contre le Danemark et 1-2 face à l'Italie.

## Palmarès
- Championnat de Bulgarie (2) : 
  - 1992-93 (Levski Sofia)
  - 1995-96 (Slavia Sofia)

- Coupe de Bulgarie (4) : 
  - 1990-91, 1991-92 (Levski Sofia)
  - 1995-96 (Slavia Sofia)
  - 2003-04 (PFK Litex Lovetch)